# Casbah (filme)
Casbah é um filme norte-americano de 1948, do gênero policial musical, dirigido por John Berry e estrelado por Yvonne De Carlo e Tony Martin.
Casbah é a refilmagem musical de Algiers, que por sua vez era a refilmagem de Pépé le Moko. O roteiro desses filmes é baseado no romance do francês Détective Ashelbé, pseudônimo de Henri La Barthe. No elenco, Yvonne De Carlo, "sem cuja presença nenhuma aventura exótica no Norte da África pareceria completa".
A canção "For Every Man There's a Woman", de Harold Arlen e Leo Robin, interpretada por Tony Martin e também por Yvonne De Carlo, foi indicada ao Oscar.

## Sinopse
O inspetor de polícia Slimane adoraria capturar Pépé le Moko, mas entende que isso é impossível enquanto o ladrão continuar protegido por larga rede de criminosos. A oportunidade surge quando Pépé se apaixona pela turista Gaby e planeja, pela primeira vez, deixar seu esconderijo. Mas ele é traído por Inez, um amor antigo...

## Premiações
| Patrocinador                                  | Prêmio | Categoria              | Situação |
| --------------------------------------------- | ------ | ---------------------- | -------- |
| Academia de Artes e Ciências Cinematográficas | Oscar  | Melhor Canção Original | Indicado |

## Elenco
| Ator/Atriz       | Personagem   |
| ---------------- | ------------ |
| Yvonne De Carlo  | Inez         |
| Tony Martin      | Pépé le Moko |
| Peter Lorre      | Slimane      |
| Märta Torén      | Gaby         |
| Hugo Haas        | Omar         |
| Thomas Gomez     | Louvain      |
| Douglas Dick     | Carlo        |
| Katherine Dunham | Odette       |
| Herbert Rudley   | Claude       |
| Gene Walker      | Roland       |
| Curt Conway      | Maurice      |
| Andre Pola       | Willem       |
| Barry Bernard    | Max          |
| Virginia Gregg   | Madeline     |
| Will Lee         | Mendigo      |

## Literatura
- Albagli, Fernando (1988). Tudo Sobre o Oscar. Rio de Janeiro: EBAL. ISBN 8527200155
- Filho, Rubens Ewald (2003). O Oscar e Eu. São Paulo: Companhia Editora Nacional. ISBN 8504006069
- Maltin, Leonard (2010). Classic Movie Guide, segunda edição (em inglês). Nova Iorque: Plume. ISBN 9780452295773